# Енап
Енап (фр. Ainharp) насеље је и општина у југозападној Француској у региону Аквитанија, у департману Атлантски Пиринеји која припада префектури Олорон Сен Мари.
По подацима из 2011. године у општини је живело 145 становника, а густина насељености је износила 10,31 становника/km². Општина се простире на површини од 14 km². Налази се на средњој надморској висини од 199 метара (максималној 426 m, а минималној 129 m).

## Демографија
| 1962. | 1968. | 1975. | 1982. | 1990. | 1999. | 2011. |
| ----- | ----- | ----- | ----- | ----- | ----- | ----- |
| 208   | 194   | 186   | 181   | 161   | 142   | 145   |

График промене броја становника у току последњих година